# Іноуе Наохіса
Іноуе Наохіса (нар. 1948 ) — сучасний японський художник-імпресіоніст й сюрреаліст й художник-аніматор, сценарист. 

## Життєпис
Народився в 1948 році в місті Осака. З 1971 по 1973 рік навчався в Канадзамському коледжі мистецтв. Розпочав кар'єру в якості дизайнера і вчителі образотворчого мистецтва в середній школі. У 1993 році він став вільним художником. На тепер є професором в університеті мистецтва і дизайна Сейан в Оцу (префектура Сіґа).

## Творчість
Має своєрідний стиль створення картин: ніколи не робить ескізів, спочатку в довільному стилі полотном розкидує кольорові плями, а потім відшукує і виявляє отримані з цього композиції і форми. Найбільш відомий своїми численними картинами, які зображують фантастичний утопічний світ, який він називає «Іблард» (イバラード). Світ Іблард постійно змінюється. Зникають і з'являються острови й нові землі, ростуть ліси і гори. Світ Іблард живе і дихає в творчості художника. У глядачів його картин з'являється відчуття, що цей світ їм знайомий. Іблард, на думку художника, є відображенням нашого світу. Дивлячись на картини художника, глядач занурюється в своєрідний медитативний стан.
Його перший альбом про цей світ видано 1981 року. У 1983 році Іноуе отримав премію «Новачок року» в Division of Illustrated Books за книгу «Journey Through Iblard». З тих пір він продовжує створювати картини, гравюри, альбоми та CD-ROM на тему Ібларду.
Пейзажі фантастичних світів стали фоном мультфільму «Якщо прислухатися» студії Гіблі. Фантастичні краєвиди Ібларду також використовувалися в у фільмі Хаяо Міядзакі «День, коли я придбав зірку», поставленої за сюжетом Наохіси в 2006 році. 2007 року виступив режисером у фільмі «Час Ібларда». Для нього художник вибрав 63 створених ним на той час малюнка. Вони були оброблені за допомогою комп'ютерної графіки.